# Доња Трешњица
Доња Трешњица је насеље у Србији у општини Мали Зворник у Мачванском округу. Према попису из 2022. било је 450 становника. Овде је рођен сликар Милић Петровић (1941).
Овде се налази Црква Свете Тројице која је споменик културе.

## Демографија
У насељу Доња Трешњица живи 511 пунолетних становника, а просечна старост становништва износи 37,5 година (34,9 код мушкараца и 40,4 код жена). У насељу има 216 домаћинстава, а просечан број чланова по домаћинству је 3,18.
Ово насеље је великим делом насељено Србима (према попису из 2002. године), а у последња три пописа, примећен је пад у броју становника.
|  |

| Демографија | Демографија | Демографија |
| Година      | Становника  | Становника  |
| ----------- | ----------- | ----------- |
| 1948.       | 886         |             |
| 1953.       | 968         |             |
| 1961.       | 1.044       |             |
| 1971.       | 959         |             |
| 1981.       | 749         |             |
| 1991.       | 730         | 720         |
| 2002.       | 688         | 698         |

| Етнички састав према попису из 2002.‍ | Етнички састав према попису из 2002.‍ | Етнички састав према попису из 2002.‍ | Етнички састав према попису из 2002.‍ | Етнички састав према попису из 2002.‍ |
| ------------------------------------ | ------------------------------------ | ------------------------------------ | ------------------------------------ | ------------------------------------ |
|                                      |                                      |                                      |                                      |                                      |
| Срби                                 | Срби                                 |                                      | 682                                  | 99,12%                               |
| Хрвати                               | Хрвати                               |                                      | 1                                    | 0,14%                                |
| Југословени                          | Југословени                          |                                      | 1                                    | 0,14%                                |
| непознато                            | непознато                            |                                      | 3                                    | 0,43%                                |

| Година пописа     | 1948. | 1953. | 1961. | 1971. | 1981. | 1991. | 2002. |
| ----------------- | ----- | ----- | ----- | ----- | ----- | ----- | ----- |
| Број домаћинстава | 129   | 133   | 148   | 167   | 164   | 194   | 216   |

| Број чланова      | 1  | 2  | 3  | 4  | 5  | 6  | 7 | 8 | 9 | 10 и више | Просек |
| ----------------- | -- | -- | -- | -- | -- | -- | - | - | - | --------- | ------ |
| Број домаћинстава | 40 | 57 | 27 | 42 | 28 | 13 | 7 | 1 | 1 | 0         | 3,18   |

| Пол    | Укупно | Неожењен/Неудата | Ожењен/Удата | Удовац/Удовица | Разведен/Разведена | Непознато |
| ------ | ------ | ---------------- | ------------ | -------------- | ------------------ | --------- |
| Мушки  | 283    | 98               | 164          | 14             | 4                  | 3         |
| Женски | 261    | 32               | 168          | 55             | 4                  | 2         |
| УКУПНО | 544    | 130              | 332          | 69             | 8                  | 5         |

| Пол    | Укупно                    | Пољопривреда, лов и шумарство | Рибарство                            | Вађење руде и камена | Прерађивачка индустрија       |
| ------ | ------------------------- | ----------------------------- | ------------------------------------ | -------------------- | ----------------------------- |
| Мушки  | 189                       | 68                            | 1                                    | 0                    | 62                            |
| Женски | 77                        | 50                            | 0                                    | 0                    | 6                             |
| УКУПНО | 266                       | 118                           | 1                                    | 0                    | 68                            |
| Пол    | Производња и снабдевање   | Грађевинарство                | Трговина                             | Хотели и ресторани   | Саобраћај, складиштење и везе |
| Мушки  | 3                         | 28                            | 10                                   | 2                    | 7                             |
| Женски | 1                         | 0                             | 9                                    | 3                    | 0                             |
| УКУПНО | 4                         | 28                            | 19                                   | 5                    | 7                             |
| Пол    | Финансијско посредовање   | Некретнине                    | Државна управа и одбрана             | Образовање           | Здравствени и социјални рад   |
| Мушки  | 0                         | 1                             | 2                                    | 2                    | 0                             |
| Женски | 1                         | 1                             | 1                                    | 1                    | 2                             |
| УКУПНО | 1                         | 2                             | 3                                    | 3                    | 2                             |
| Пол    | Остале услужне активности | Приватна домаћинства          | Екстериторијалне организације и тела | Непознато            | Непознато                     |
| Мушки  | 1                         | 0                             | 0                                    | 2                    | 2                             |
| Женски | 2                         | 0                             | 0                                    | 0                    | 0                             |
| УКУПНО | 3                         | 0                             | 0                                    | 2                    | 2                             |